# インスリン様成長因子2受容体
インスリン様成長因子2受容体（インスリンようせいちょういんし2じゅようたい、英: insulin-like growth factor 2 receptor、略称: IGF-2受容体、IGF2R）は、ヒトではIGF2R遺伝子にコードされるタンパク質である。カチオン非依存性マンノース-6-リン酸受容体（cation-independent mannose-6-phosphate receptor、CI-MPR）とも呼ばれる。IGF2Rは多機能なタンパク質受容体で、細胞表面ではインスリン様成長因子2（IGF-2）を、トランスゴルジ網ではマンノース-6-リン酸（M6P）が付加されたタンパク質を結合する。

## 構造
IGF2RはI型膜貫通タンパク質（1本の膜貫通ヘリックスを持ち、C末端が細胞質側に位置する）で、大きな細胞外/内腔ドメインと比較的小さな細胞質側のテールを有する。細胞外ドメインは、フィブロネクチンのコラーゲン結合ドメインに相同な小さな領域と、約147アミノ酸からなる15個のリピート構造を含む。これらのリピート構造は、マンノース-6-リン酸受容体の157残基の細胞外ドメインと相同である。IGF-2への結合はリピート構造の1つによって行われ、マンノース-6-リン酸の結合は2つの異なるリピート構造によって行われる。IGF2Rは約300 kDaで、二量体として存在し機能するようである。

## 機能
IGF2Rの機能は、IGF-2によるシグナル伝達を減弱させるために細胞表面からIGF-2を除去すること、そしてゴルジ体からリソソームへ酸性加水分解酵素を輸送することである。細胞表面ではIGF2Rは、IGF-2の結合の後、クラスリン被覆小胞の形成の際に集合しエンドサイトーシスされる。トランスゴルジ網の内腔では、IGF2RはM6Pでタグ付けされた積み荷タンパク質に結合する。積み荷に結合したIGF2RはGGAファミリーのクラスリンアダプタータンパク質によって認識され、クラスリン被覆小胞の形成の際に集合する。IGF2Rを含む小胞は細胞表面またはゴルジ体からいずれも初期エンドソームへ輸送され、エンドソームの比較的pHの低い環境で積み荷を解離する。IGF2Rはレトロマー複合体によってゴルジ体へ送り返され、再びGGAや小胞との相互作用を行う。積み荷タンパク質はその後、IGF2R非依存的に後期エンドソームを介してリソソームへ輸送される。

## 相互作用
IGF-2受容体は、ペリリピン3（M6PRBP1）と相互作用することが示されている。

## 進化
IGF-2受容体としての機能はカチオン非依存的マンノース-6-リン酸受容体としての機能から進化したもので、単孔類で初めて出現する。IGF-2結合部位はエクソン34のエクソン性スプライシングエンハンサー（ESE）クラスターの形成によって偶然に獲得されたようであり、このESEは先行するイントロンへの数キロ塩基にわたるリピートエレメントの挿入に対する応答として形成されたと考えられる。その後の獣亜綱の進化の過程で親和性の6倍の増加と遺伝子のインプリンティングが同時に生じており、これは親子間対立の一例であると考えられる（ただしヒトではIGF2R遺伝子のインプリンティングは消失している）。

## 関連文献
- “Insulin-like growth factor II (IGF-II)”. Int. J. Biochem. Cell Biol. 30 (7):  767–71. (1998). doi:10.1016/S1357-2725(98)00048-X. PMID 9722981.
- “The insulin-like growth factor-II/mannose-6-phosphate receptor: structure, distribution and function in the central nervous system”. Brain Res. Brain Res. Rev. 44 (2–3):  117–40. (2004). doi:10.1016/j.brainresrev.2003.11.002. PMID 15003389.
- “The role of the M6P/IGF-II receptor in cancer: tumor suppression or garbage disposal?”. Horm. Metab. Res. 36 (5):  261–71. (2005). doi:10.1055/s-2004-814477. PMID 15156403.
- “Expression of insulin-like growth factors I and II and their receptor mRNAs in primary human astrocytomas and meningiomas; in vivo studies using in situ hybridization and immunocytochemistry”. Int. J. Cancer 50 (2):  215–22. (1992). doi:10.1002/ijc.2910500210. PMID 1370435.
- “Insulin-like growth factor-II and its binding proteins in placental development”. Endocrinology 131 (3):  1230–40. (1992). doi:10.1210/en.131.3.1230. PMID 1380437.
- “Insulin-like growth factor II receptor as a multifunctional binding protein”. Nature 329 (6137):  301–7. (1987). doi:10.1038/329301a0. PMID 2957598.
- “The human cation-independent mannose 6-phosphate receptor. Cloning and sequence of the full-length cDNA and expression of functional receptor in COS cells”. J. Biol. Chem. 263 (5):  2553–62. (1988). PMID 2963003.
- “M6P/IGF2R gene is mutated in human hepatocellular carcinomas with loss of heterozygosity”. Nat. Genet. 11 (4):  447–9. (1996). doi:10.1038/ng1295-447. PMID 7493029.
- “Insulin-like growth factor binding proteins in the human adrenal gland”. Mol. Cell. Endocrinol. 97 (1–2):  71–9. (1994). doi:10.1016/0303-7207(93)90212-3. PMID 7511544.
- “Frequent loss of heterozygosity on 6q at the mannose 6-phosphate/insulin-like growth factor II receptor locus in human hepatocellular tumors”. Oncogene 10 (9):  1725–9. (1995). PMID 7753549.
- “Localization of the insulin-like growth factor II binding site to amino acids 1508-1566 in repeat 11 of the mannose 6-phosphate/insulin-like growth factor II receptor”. J. Biol. Chem. 270 (25):  14975–82. (1995). doi:10.1074/jbc.270.25.14975. PMID 7797478.
- “Subregional mapping of 8 single copy loci to chromosome 6 by fluorescence in situ hybridization”. Cytogenet. Cell Genet. 66 (4):  272–3. (1994). doi:10.1159/000133710. PMID 8162705.
- “Altered expression of insulin-like growth factor II receptor in human pancreatic cancer”. Pancreas 15 (4):  367–73. (1997). doi:10.1097/00006676-199711000-00006. PMID 9361090.
- “Several cooperating binding sites mediate the interaction of a lysosomal enzyme with phosphotransferase”. EMBO J. 16 (22):  6684–93. (1998). doi:10.1093/emboj/16.22.6684. PMC 1170273. PMID 9362483.
- “Mannose 6-Phosphate/Insulin-like Growth Factor–II Receptor Targets the Urokinase Receptor to Lysosomes via a Novel Binding Interaction”. J. Cell Biol. 141 (3):  815–28. (1998). doi:10.1083/jcb.141.3.815. PMC 2132758. PMID 9566979.
- “TIP47: a cargo selection device for mannose 6-phosphate receptor trafficking”. Cell 93 (3):  433–43. (1998). doi:10.1016/S0092-8674(00)81171-X. PMID 9590177.
- “PACS-1 defines a novel gene family of cytosolic sorting proteins required for trans-Golgi network localization”. Cell 94 (2):  205–16. (1998). doi:10.1016/S0092-8674(00)81420-8. PMID 9695949.
- “Genomic structure of the human M6P/IGF2 receptor”. Mamm. Genome 10 (1):  74–7. (1999). doi:10.1007/s003359900947. PMID 9892739.
- “Identification and cloning of a connective tissue growth factor-like cDNA from human osteoblasts encoding a novel regulator of osteoblast functions”. J. Biol. Chem. 274 (24):  17123–31. (1999). doi:10.1074/jbc.274.24.17123. PMID 10358067.